# دسپرادوس ۳
دسپرادوس ۳ (انگلیسی: Desperados III) یک بازی ویدئویی در سبک تاکتیک هم‌زمان است که توسط میمیمی گیمز توسعه یافته و به‌وسیلهٔ تی‌اچ‌کیو نوردیک و در ژوئن ۲۰۲۰، برای پلتفرم‌های مایکروسافت ویندوز، پلی‌استیشن ۴، ایکس‌باکس وان، مک‌اواس و لینوکس منتشر شد. بازی با واکنش‌های مثبتی از سوی منتقدان و کاربران همراه بود و در مراسم جوایز بازی ۲۰۲۰ نامزد بهترین بازی استراتژی سال شد.